# A la reconquista
A la reconquista es el tercer álbum de estudio del dúo puertorriqueño Héctor & Tito y su álbum más conocido como dúo. Los álbumes posteriores son solo compilaciones de sus mejores canciones, excepto La historia Live que fue un álbum en vivo. La producción de Eliel y Luny Tunes en este álbum impulsó ambas carreras, además de presentar a Don Omar como artista solista, previo a su álbum de estudio The Last Don.
Consta de 16 canciones, entre ellos se destacan «Felina», «Gata salvaje» con Daddy Yankee y Nicky Jam, «Noche de Loba» con Noriega y «De niña a mujer» con Don Omar.

## Recepción
El álbum fue uno de los que ayudaron a revolucionar el reguetón en América junto con Barrio Fino de Daddy Yankee, The Last Don de Don Omar, El Abayarde de Tego Calderon, Mas Flow de Luny Tunes y Diva/Real de Ivy Queen, entre otros durante 2002 y 2004. Al álbum se le atribuye la introducción del reguetón en los Estados Unidos y a nivel mundial.

## Lista de canciones
| N.º | Título                                                                                       | Productor(es)                       | Duración |  |
| 1.  | «Yo te buscaba»                                                                              | Luny Tunes · Noriega                | 4:06     |  |
| 2.  | «Gata salvaje» (con Daddy Yankee y Nicky Jam)                                                | Luny Tunes · Eliel                  | 3:12     |  |
| 3.  | «Besos en la boca»                                                                           | Luny Tunes · Eliel                  | 2:59     |  |
| 4.  | «Felina»                                                                                     | Luny Tunes                          | 3:36     |  |
| 5.  | «Después que cae la lluvia» (con Domingo Quiñones)                                           | DJ Goldy                            | 3:30     |  |
| 6.  | «Noche de loba» (con Noriega)                                                                | Luny Tunes                          | 2:33     |  |
| 7.  | «Caserío» (con Don Omar)                                                                     | Luny Tunes                          | 3:46     |  |
| 8.  | «Tigresa»                                                                                    | Luny Tunes · DJ Nelson · Noriega    | 3:47     |  |
| 9.  | «Duele»                                                                                      | Eliel                               | 2:17     |  |
| 10. | «Sientan el Ran Tan Tan» (con Don Omar)                                                      | Eliel                               | 2:54     |  |
| 11. | «Flores pa' los muertos»                                                                     | Luny Tunes                          | 2:41     |  |
| 12. | «Tra-Tra» (con DJ Nelson, Daddy Yankee, Don Omar, Joelito, Mexicano 777, Notty, Johnny Prez) | DJ Nelson                           | 2:20     |  |
| 13. | «Bandida universitaria»                                                                      | Luny Tunes · Eliel                  | 3:19     |  |
| 14. | «De niña a mujer» (con Don Omar)                                                             | Eliel · DJ Blass · Alex Gárgolas    | 3:47     |  |
| 15. | «En una disco»                                                                               | Alejandro Montalván · Eduardo Reyes | 3:06     |  |

| Bonus Track |                                                       |                    |          |  |
| N.º         | Título                                                | Productor(es)      | Duración |  |
| 16.         | «Gata Salvaje (Remix)» (con Daddy Yankee y Nicky Jam) | Luny Tunes · Eliel | 3:27     |  |
| 51:28       |                                                       |                    |          |  |

## Posicionamiento en listas
| Listas (2002)                       | Mejor posición |
| ----------------------------------- | -------------- |
| Estados Unidos (Heatseekers Albums) | 9              |
| Estados Unidos (Latin Pop Albums)   | 8              |
| Estados Unidos (Top Latin Albums)   | 9              |

## Premios y nominaciones
| Año  | Premios                               | Categoría                 | Resultado |
| ---- | ------------------------------------- | ------------------------- | --------- |
| 2003 | Premios Billboard de la Música Latina | Mejor álbum de rap latino | Ganador   |